# Alexis Olvera
Alexis Olvera Magallanes (ur. 1993) – meksykański zapaśnik walczący w stylu wolnym. Brązowy medalista mistrzostw panamerykańskich w 2022; czwarty w 2018. Mistrz panamerykański kadetów w 2008 i 2010 roku.